# 2 aprilie
ianuarie • februarie • martie  • aprilie  • mai  • iunie  • iulie  • august  • septembrie  • octombrie  • noiembrie  • decembrie
2 aprilie este a 92-a zi a calendarului gregorian și ziua a 93-a în anii bisecți. Mai sunt 273 de zile până la sfârșitul anului.

## Evenimente

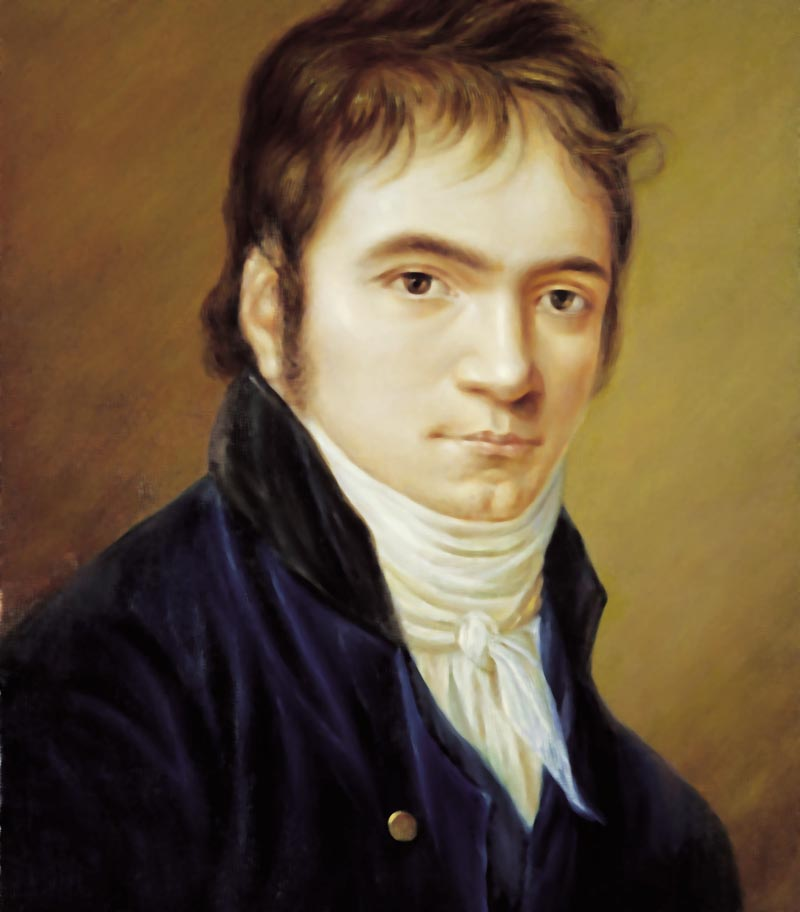
1800: La Viena are loc premiera Simfoniei Nr. 1 în Do major a lui Ludwig van Beethoven. Portretul compozitorului la 3 ani după premieră.

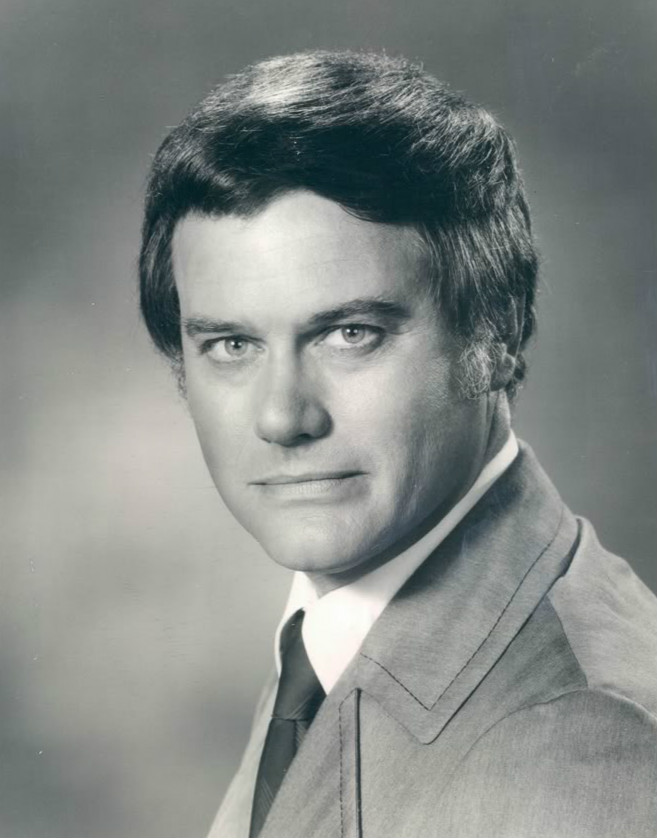
1978: În Statele Unite, rețeaua de televiziune CBS difuzează primul episod din serialul Dallas. Serialul a devenit cel mai de succes serial de televiziune al anilor ’80. În imagine actorul Larry Hagman care a interpretat personajul principal J.R. Ewing

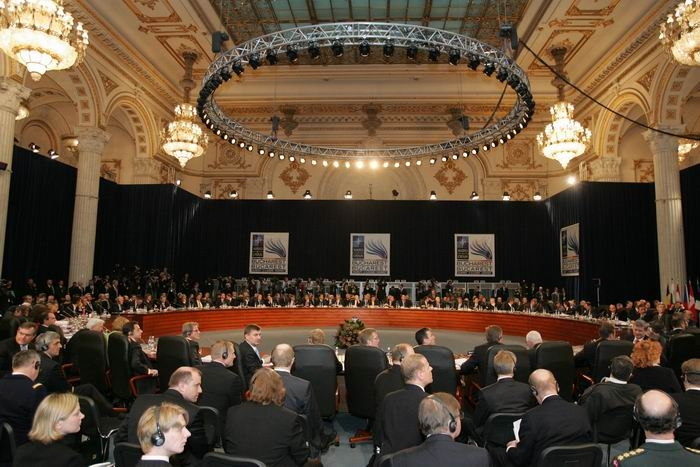
2008: Summitul NATO de la București

- 1453: Mahomed al II-lea a început asaltul asupra orașului Constantinopol.
- 1513: Juan Ponce de León a abordat un teritoriu nou, căruia a dat numele de Florida, dupa numele mitic al zilei descoperirii, Pascuas Floridas/ Florii.
- 1711: A avut loc tratatul de alianță dintre Moldova și Rusia, încheiat la Luțk între Dimitrie Cantemir și țarul Petru I. Acest tratat prevedea o alianță militară antiotomană, dar prin el se recunoștea și domnia ereditară în familia Cantemireștilor și autoritatea absolută a domnului.
- 1792: Prima lege monetară în SUA. S-a stabilit ca monedă unică dolarul.
- 1800: La Viena are loc premiera Simfoniei Nr. 1 în Do major a lui Ludwig van Beethoven.
- 1803: Are loc premiera piesei de teatru, tragedia Die natürliche Tochter („Fiica naturală”) scrisă între anii 1801—1803 de Johann Wolfgang von Goethe, la teatrul național din Weimar.
- 1851: Rama al IV-lea este încoronat rege al Thailandei.
- 1864: S-a adoptat Legea comunală, de inspirație franceză, care prevedea organizarea comunelor urbane și rurale.
- 1866: S-a desfășurat plebiscitul prin care populația României a fost consultată în privința aducerii pe tronul țării a unui prinț străin - Carol de Hohenzollern-Sigmaringen.
- 1867: Mihai Eminescu a publicat, în Familia, poemul Ce doresc eu ție, dulce Românie.
- 1879: Prințul Brâncoveanu, aflat în misiune specială la Copenhaga, a fost primit în audiență solemnă de regele Christian al IX-lea al Danemarcei, căruia a notificat independența României.
- 1884: Academia Română l-a însărcinat pe B.P. Hașdeu cu realizarea dicționarului Etymologicum Magnum Romaniae, al limbii istorice și poporane.
- 1939: A apărut, la București, săptămânal, revista România literară, sub conducerea lui Cezar Petrescu.
- 1944: Declarație a ministrului de externe al URSS, Viaceslav Molotov, privind intrarea trupelor Armatei Roșii pe teritoriul României. Molotov a afirmat că regimul politic existent nu va fi modificat.
- 1949: Au fost naționalizate farmaciile urbane, laboratoarele chimico-farmaceutice și de analiză medicală.
- 1964: A fost lansată stația automată sovietică Sonda-1.
- 1965: România și Iordania au stabilit relații diplomatice la nivel de ambasadă.
- 1972: Actorul Charlie Chaplin se întoarce în Statele Unite pentru prima dată de când a fost etichetat comunist în timpul McCarthismului de la începutul anilor 1950.
- 1978: În Statele Unite, rețeaua de televiziune CBS difuzează primul episod din serialul Dallas. Serialul a devenit cel mai de succes serial de televiziune al anilor ’80, și va fi difuzat până în 1991.
- 1979: O unitate de cercetare militară din orașul Sverdlovsk, Uniunea Sovietică (astăzi Ekaterinburg, Rusia) eliberează accidental spori de antrax în aer ucigând 66 de persoane,  deși numărul exact al victimelor rămâne necunoscut.[1] Cauza focarului a fost infirmată ani de zile de autoritățile sovietice, care au pus decesele pe seama consumului de carne contaminată din zonă.
- 1979: Odată cu retragerea ultimelor trupe marine britanice, a luat sfârșit prezența Marii Britanii în Insula Malta.
- 1982: Trupe argentiniene au debarcat în insulele Falkland, declanșând Războiul Malvinelor, dintre Argentina și Marea Britanie, care a durat până la 14 iunie 1982.
- 1991: A început erupția vulcanului Pinatubo pe insula filipineză Luzon.
- 1997: A fost semnat, la Moscova, Tratatul de uniune dintre Federația Rusă și Republica Belarus de către președinții celor două țări, Boris Elțân și Aleksander Lukașenko.
- 1998: Radu Vasile a fost desemnat prim-ministru de către președintele României, Emil Constantinescu.
- 2005:  Papa Ioan Paul al II-lea moare la vârsta de 84 de ani; peste patru milioane de oameni călătoresc la Vatican pentru a-l jeli.[2][3][4]
- 2008: A avut loc la București summit-ul NATO (2-4 aprilie).
- 2015: Șase bărbați fură articole în valoare de până la 14 milioane de lire sterline (echivalentul a 16 milioane de lire sterline în 2020) dintr-un depozit subteran din zona Hatton Garden, cartierul londonez al bijutierilor, în ceea ce a fost numit „cea mai mare spargere din istoria Marii Britanii”.[5] S-au recuperat doar 4,3 milioane de lire sterline (echivalentul a 4,9 milioane de lire sterline în 2020).[6][7] Furtul a fost planificat și efectuat de șase bărbați în vârstă care erau hoți cu experiență, toți au fost arestați, au pledat vinovat și au fost condamnați la închisoare în martie 2016.[8][9]
- 2020: Numărul total de decese la nivel global depășește 50.000, iar numărul de persoane infectate de COVID-19 depășește un milion.[10]
- 2023: are loc un atac terorist în orașul Sankt Petersburg care a ucis un blogger cunoscut rus și 30 de persoane au fost rănite

## Nașteri
- 0748: Carol cel Mare, rege al francilor (d. 814)
- 1545: Elisabeta de Valois, prințesă franceză, soția regelui Filip al II-lea al Spaniei (d. 1568)
- 1618: Francesco Maria Grimaldi, matematician și fizician italian (d. 1663)
- 1647: Maria Sibylla Merian, botanistă germană (d. 1717)
- 1653: Prințul George al Danemarcei, prinț consort al Annei, regină a Marii Britanii (d. 1708)
- 1725: Giacomo Casanova, aventurier și scriitor italian (d. 1798)
- 1805: Hans Christian Andersen, scriitor danez (d. 1875)
- 1826: Georg al II-lea, Duce de Saxa-Meiningen (d. 1914)
- 1838: Leon Michel Gambetta, om politic francez (d. 1882)
- 1840: Émile Zola, scriitor francez (d. 1902)

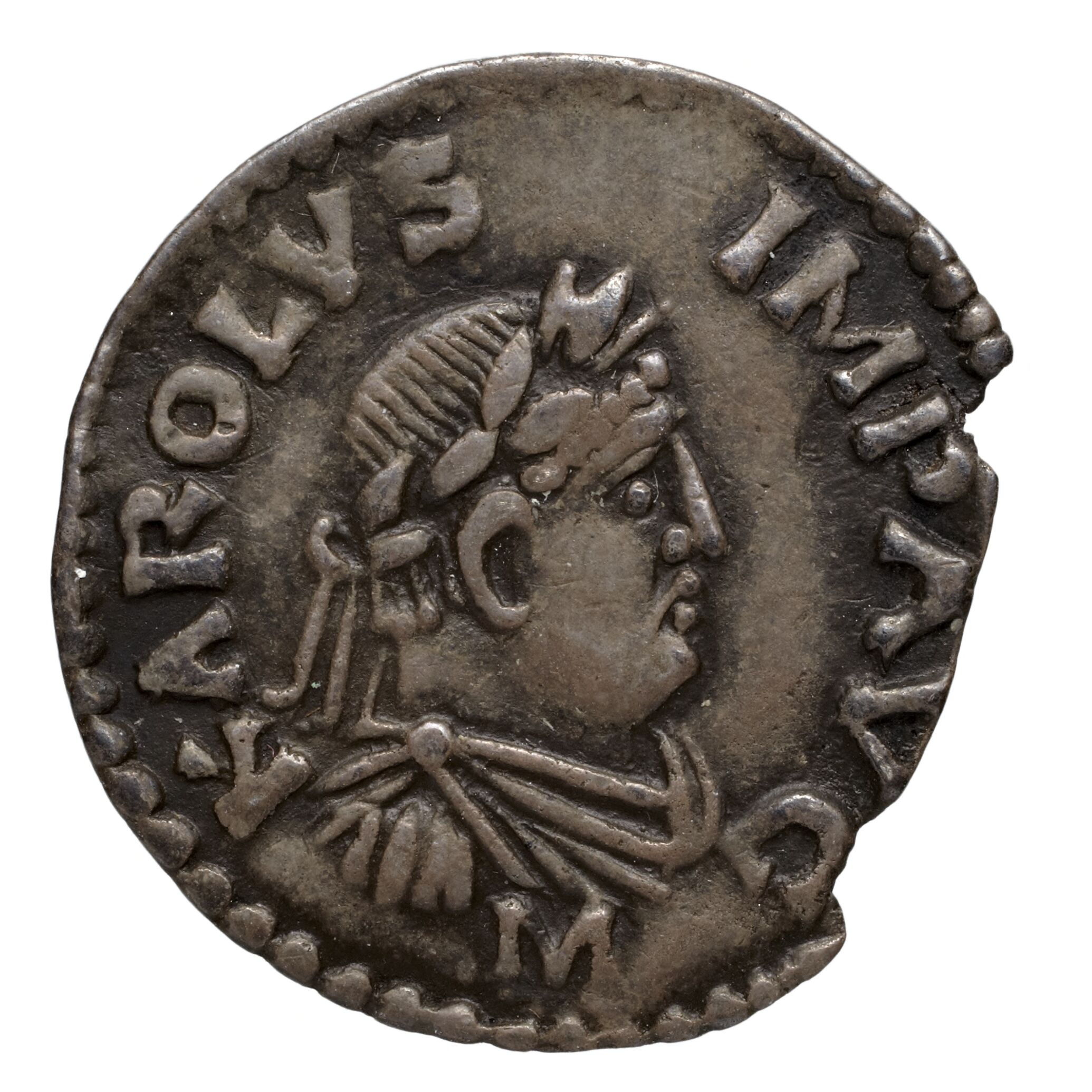
Carol cel Mare, rege al francilor
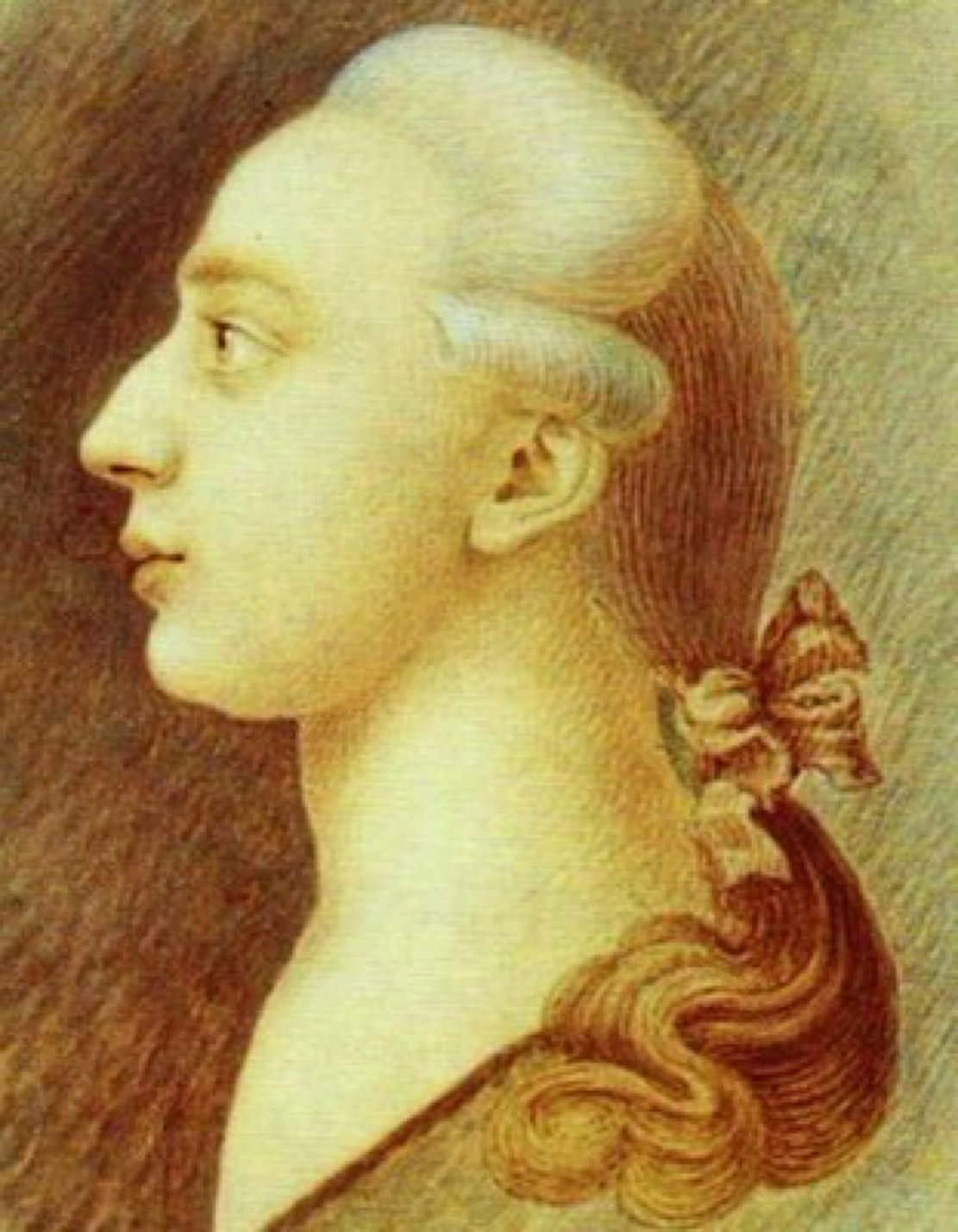
Giacomo Casanova, aventurier și scriitor italian
Hans Christian Andersen, scriitor danez

- 1851: Matilda Cugler-Poni, poetă română (d. 1931)
- 1877: Tiberiu Brediceanu, compozitor și folclorist român (d. 1968)
- 1880: Prințul Georg de Bavaria (d. 1943)
- 1888: Vladimir Nabrut, poet rus (d. 1938)
- 1891: Max Ernst, sculptor german (d. 1976)
- 1912: Ion Emil Bruckner, medic român (d. 1980)
- 1914: Sir Alec Guinness, actor de teatru și film britanic (d. 2000)
- 1915: Gică Petrescu, cântăreț și compozitor român (d. 2006)
- 1928: Serge Gainsbourg, cântăreț francez (d. 1991)
- 1931: Alexandru Balaban, inginer chimist, vicepreședintele Academiei Române din 11 aprilie 1995
- 1931: Keith Hitchins, istoric american, membru de onoare al Academiei Române (d. 2020)
- 1937: Ștefan Iacobescu, grafician și gravor român (d. 2001)

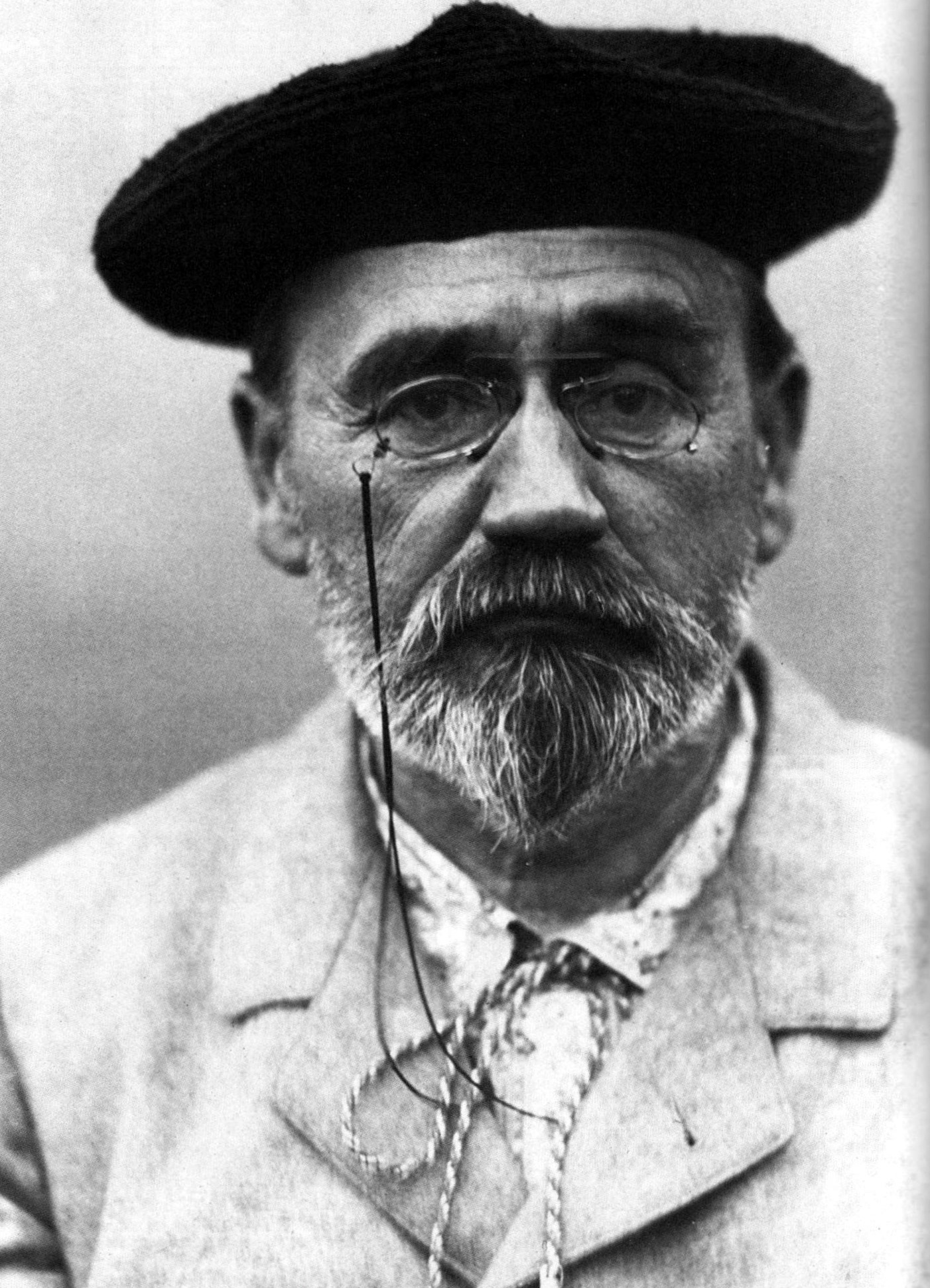
Émile Zola, scriitor francez
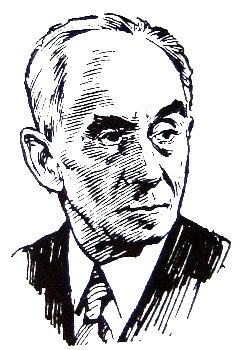
Tiberiu Brediceanu, compozitor și folclorist român
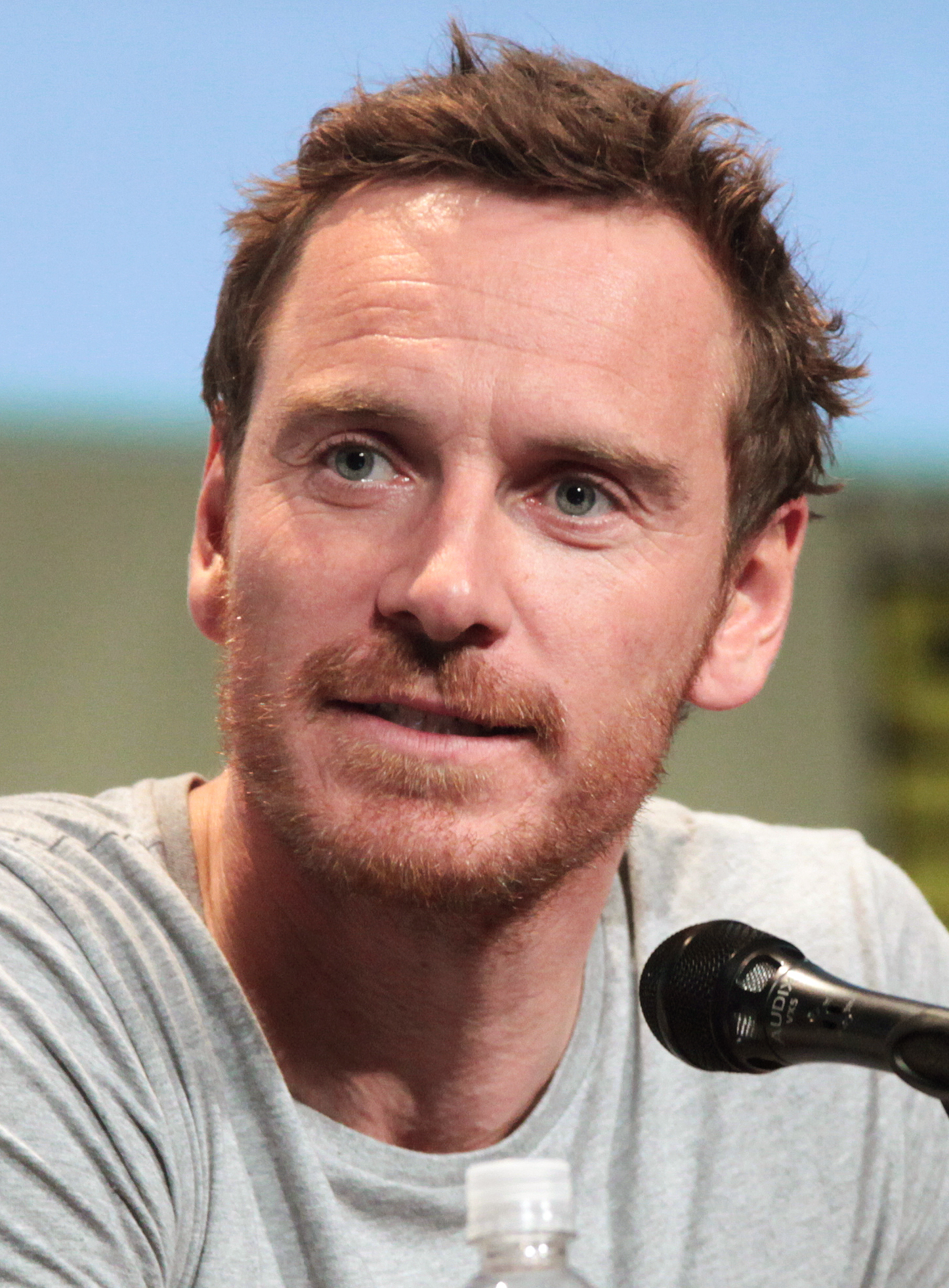
Michael Fassbender, actor germano-irlandez

- 1942: Gabriela Adameșteanu, prozatoare, publicistă, traducătoare română
- 1949: Pamela Reed, actriță americană
- 1959: Alberto Fernández, politician argentinian, președintele Argentinei (2019-2023)
- 1961: Emmanuel Issoze-Ngondet, politician gabonez, prim-ministru în perioada 2016-2019 (d. 2020)
- 1968: Manuela Hărăbor, actriță română
- 1971: Francisco Arce, fotbalist paraguayan
- 1975: Pedro Pascal, actor chiliano-american
- 1976: Kristine Andersen, handbalistă daneză
- 1976: Raluca Turcan, politician român
- 1977: Michael Fassbender, actor germano-irlandez
- 1982: Marco Amelia, fotbalist italian
- 1986: Ibrahim Afellay, fotbalist olandez
- 1998: Brandon McNulty, ciclist american
- 2000: Biniyam Ghirmay, ciclist eritreean

## Decese
- 1118: Balduin I al Ierusalimului (n. c. 1058)
- 1502: Prințul Arthur Tudor, fiul regelui Henric al VII-lea al Angliei (n. 1486)
- 1641: Georg, Duce de Brunswick-Lüneburg (n. 1582)
- 1657: Ferdinand al III-lea, împărat romano-german (n. 1608)
- 1829: Frederic al VI-lea, Landgraf de Hesse-Homburg (n. 1769)
- 1864: Prințesa Hildegard a Bavariei, ducesă de Teschen (n. 1825)
- 1872: Samuel Morse, inventator american (n. 1791)
- 1891: Adelheid Dietrich, pictoriță germană (n. 1827)
- 1914: Paul Heyse, scriitor german, laureat al Premiului Nobel (n. 1830)

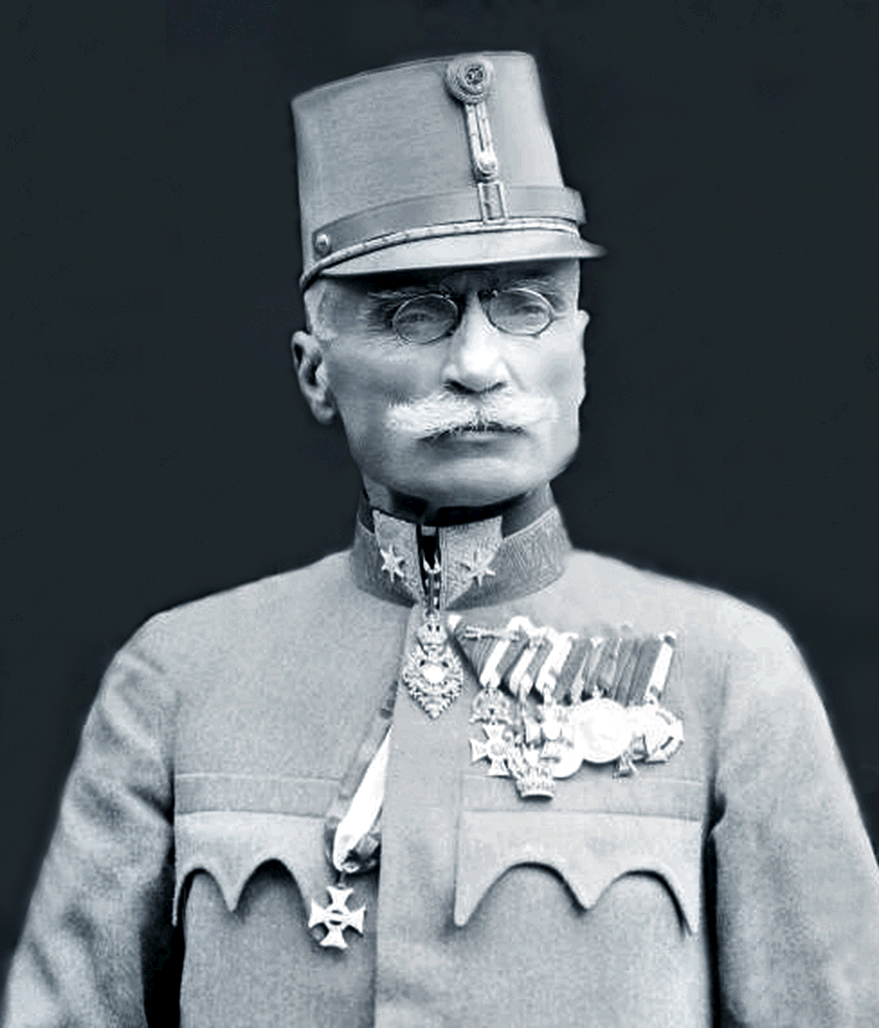
Ioan Boeriu, general român de corp de armată
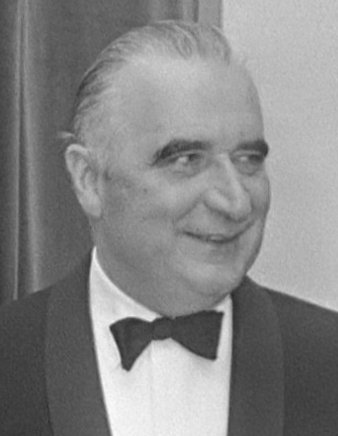
Georges Pompidou,  președinte al Franței
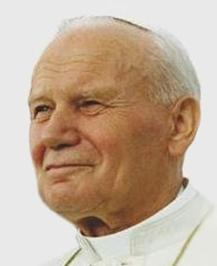
Papa Ioan Paul al II-lea

- 1925: Petru Poni, chimist, mineralog român (n. 1841)
- 1945: Vilmos Apor, episcop catolic, drept între popoare, opozant al fascismului și comunismului (n. 1892)
- 1949: Ioan Boeriu, general imperial, președinte al consiliului de onoare al armatei austro-ungare (n. 1859)
- 1959: Mykolai Cearnețchi, episcop ucrainean, deținut politic (n. 1884)
- 1973: Achim Stoia, compozitor, dirijor român (n. 1910)
- 1974: Georges Pompidou, politician francez, președinte al Franței  (n. 1911)
- 1989: Tudor Vornicu, realizator TV român (n. 1926)
- 1992: Juan Gómez González, fotbalist spaniol (n. 1954)
- 1995: Hannes Alfvén, fizician suedez (n. 1908)
- 2005: Papa Ioan Paul al II-lea (n. 1920)
- 2015: Manoel de Oliveira, regizor și scenarist portughez de film (n. 1908)
- 2018: Vsevolod Moscalenco, fizician din Republica Moldova (n. 1928)
- 2021: Gabi Luncă, interpretă română de muzică lăutărească (n. 1938)
- 2021: Nelu Ploieșteanu, interpret român de muzică lăutărească (n. 1950)
- 2022: Grigore Brâncuș, lingvist român (n. 1929)
- 2022: Estelle Harris, actriță americană (n. 1928)
- 2023: Vladlen Tatarski, blogger militar rus (n. 1982)
- 2023: Pedro Lavirgen, tenor spaniol (n. 1930)

## Tematică
- Ziua Internațională de Conștientizare a Autismului, promulgată de Adunarea Generală a ONU în 2007.
- Argentina : Día del Veterano de Guerra y de los Caídos en la Guerra de las Malvinas  /  Ziua veteranilor de război și a celor morți în Războiul Malvinelor sau Día de Malvinas /  Ziua Malvinelor , onorează memoria veteranilor și victimelor Războiului Malvinelor, pierdut contra Marii Britanii în 1982.
- Ziua Internațională a Cărții pentru Copii și Tineret

## Sărbători religioase
- În calendarul romano-catolic: Francisc din Paola, pustnic (1416-1507)